# Ruch Wyzwolenia Konga
Ruch Wyzwolenia Konga (fr. Mouvement de libération du Congo, lub MLC) – partia polityczna Demokratycznej Republiki Konga. Został utworzony w 1998 roku przez Jean-Pierre Bemba Gombo, który jest jego obecnym przewodniczącym.
Swoją działalność rozpoczął jako grupa rebeliantów, która walczyła z rządem podczas drugiej wojny w Kongu. Uczestniczył w tworzeniu rządu przejściowego, a obecnie jest jedną z głównych partii opozycyjnych.

## Grupa rebeliantów

### Druga wojna domowa w Kongo
MLC powstał na przełomie września i października 1998 roku, podczas drugiej wojny domowej w Kongu. Został założony przez kongijskiego biznesmena Jean-Pierre Bemba Gombo. Zyskał poparcie rządów Ugandy i Burundi. Podczas wojny stał w opozycji do rządu Laurenta-Désiré Kabili, prezydenta Demokratycznej Republiki Konga. MLC kontrolował zbrojnie północną część kraju – region Equateur, mając siedzibę w mieście Lisala. W trakcie wojny, MLC był najlepiej zorganizowaną militarnie siłą biorącą udział w konflikcie.

### Effacer le tableau
Między listopadem 2002 a styczniem 2003 roku, MLC wraz z Ruchem na rzecz Demokracji Kongijskiej przeprowadzili akcję Effacer le tableau (nazwa operacyjna misji), która polegała na systematycznej eksterminacji pigmejów Bambuti.
Głównym celem misji było zbrojne zajęcie prowincji Kiwu Północne w DRK oraz usunięcie Pigmejów ze wschodniego regionu Konga, którego liczba mieszkańców wynosiła wówczas 90 000. Rebelianci uważali ich za „podludzi” oraz wierzyli, że ciało Bambuti posiada „magiczne moce”. Pojawiły się również doniesienia o powszechnym kanibalizmie.
Szacuje się, że z powodu akcji zginęło od 60 000 do 70 000 Pigmejów.

### Walki w Republice Środkowoafrykańskiej
Pomiędzy 25 października 2002 roku, a 15 marca 2003 roku, MLC pod dowództwem Bemby uczestniczył w tłumieniu próby zamachu stanu w Republice Środkowoafrykańskiej organizowanej przez generała François Bozizé przeciwko rządowi prezydenta Ange-Félixa Patassé. MLC interweniował na polecenie rządu Patassé. W trakcie walk, rebelianci popełnili liczne akty morderstwa, gwałtu i tortur. 

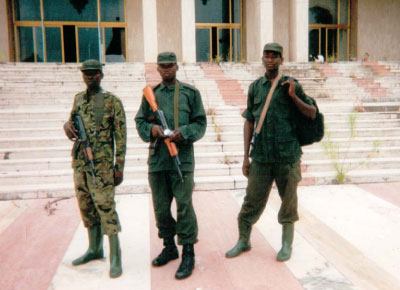
Grupa rebeliantów w Gbadolite w 2000 roku

## Rząd Tymczasowy

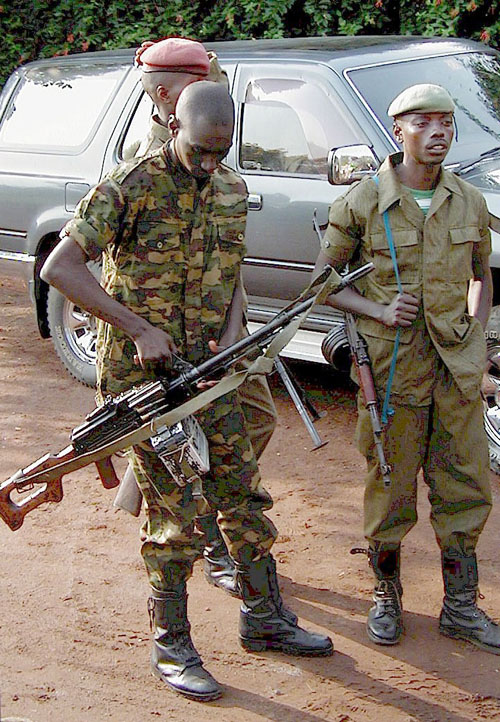
Żołnierze kongijscy w pobliżu granicy z Rwandą w 2001 roku

### Porozumienie z Sun City
Po zakończonej fiaskiem próbie porozumienia z 1999 roku (tzw. Porozumienia z Lusaki, które miało gwarantować zawieszenie broni przez wszystkie strony konfliktu), 19 kwietnia 2002 roku doszło do kolejnej próby porozumienia, Porozumienia z Sun City, podpisanego pomiędzy rządem DRK, a MLC i pozostałymi partiami opozycyjnymi. Porozumienie zakładało m.in.: utworzenie rządu jedności narodowej i przeprowadzenie demokratycznych wyborów.

### Global and Inclusive Agreement
17 grudnia 2002 roku w Pretorii pomiędzy rządem, a wszystkimi partiami, ruchami opozycyjnymi i przedstawicielami społeczeństwa zostało podpisane „Globalne i Całościowe Porozumienie o Okresie Przejściowym w Demokratycznej Republice Konga” (ang. Global and Inclusive Agreement). Na jego mocy, na okres 2 lat, utworzono rząd tymczasowy.

### Tymczasowy Rząd Demokratycznej Republiki Konga
Tymczasowy Rząd Demokratycznej Republiki Konga został utworzony dnia 18 lipca 2003 roku, Joseph Kabila pozostał na stanowisku prezydenta, ale w ramach porozumienia MLC stał się oficjalną partią wchodzącą w skład rządu, a Bemba otrzymał stanowisko wiceprezydenta. Rząd tymczasowy trwał aż do wyborów w lipcu 2006 roku.

## Partia polityczna

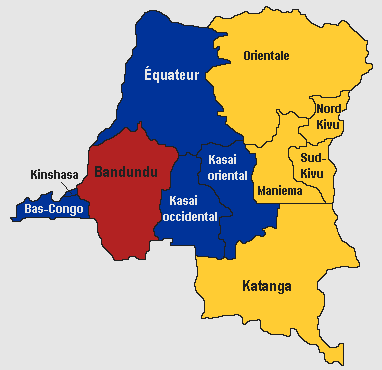
Wyniki pierwszej tury wyborów prezydenckich w 2006 r. Kandydaci: Kabila (żółty); Bemba (niebieski); Gizenga (czerwony)

MLC został zarejestrowany jako partia polityczna 5 kwietnia 2003, wchodząc w skład Rządu Tymczasowego.

### Wybory powszechne w 2006 roku
W lipcu 2006 roku odbyły się wybory generalne. Jean-Pierre Bemba Gombo wystartował jako jeden z kandydatów na urząd prezydenta DRK z ramienia MLC, a partia uczestniczyła w wyborach do Zgromadzenia Narodowego.
Bemba, jako kandydat MLC w wyborach prezydenckich, zajął drugie miejsce (zdobywając 41,95% głosów w drugiej turze). Partia uzyskała 64 z 500 miejsc w parlamencie – drugi co do wielkości numer wśród partii politycznych.
W listopadzie tego samego roku, Bemba poinformował, że nie zgadza się z zaprezentowanymi wynikami wyborów, a sprawę skieruje do sądu. Zwolennicy Bemby utrzymywali, że ich kandydat wygrał wybory z 52% poparciem. 27 listopada Sąd Najwyższy odrzucił sprawę Bemby, uznając ją za „bezzasadną”, a także potwierdził, że Kabila wygrał wybory, stwierdzając, że: „Pan Kabila Kabange, Joseph, jest prezydentem Demokratycznej Republiki Konga, wybranym absolutną większością głosów”.

### Wybory do Senatu w 2007 roku
Wybory do Senatu odbyły się 19 stycznia 2007 roku. Partia Bemby zdobyła 19 ze 108 mandatów, plasując się tym samym na drugim miejscu w wyborach.
Bemba, który zajął drugie miejsce w wyborach prezydenckich w 2006 r., zdobył mandat Senatu ze stolicy kraju, Kinszasy.

### Protesty i bojkotowanie
Dnia 8 kwietnia MLC wydał oświadczenie, w którym stwierdzono, że od jakiegoś czasu, jego siedziba była okupowana przez siły rządowe, a jej członkowie są prześladowani (arbitralne aresztowania i zastraszanie). 13 kwietnia partia zawiesiła swój udział w Zgromadzeniu Narodowym (ale nie w Senacie) określając swoją decyzję jako „klimat trwałej niepewności”.
Po zamordowaniu Daniela Botethiego, członka MLC, który pełnił funkcję wiceprzewodniczącego zgromadzenia prowincji Kinszasa, MLC ogłosił, że zawiesza swój udział w Zgromadzeniu Narodowym, Senacie i w zgromadzenie prowincjalnym Kinszasy.

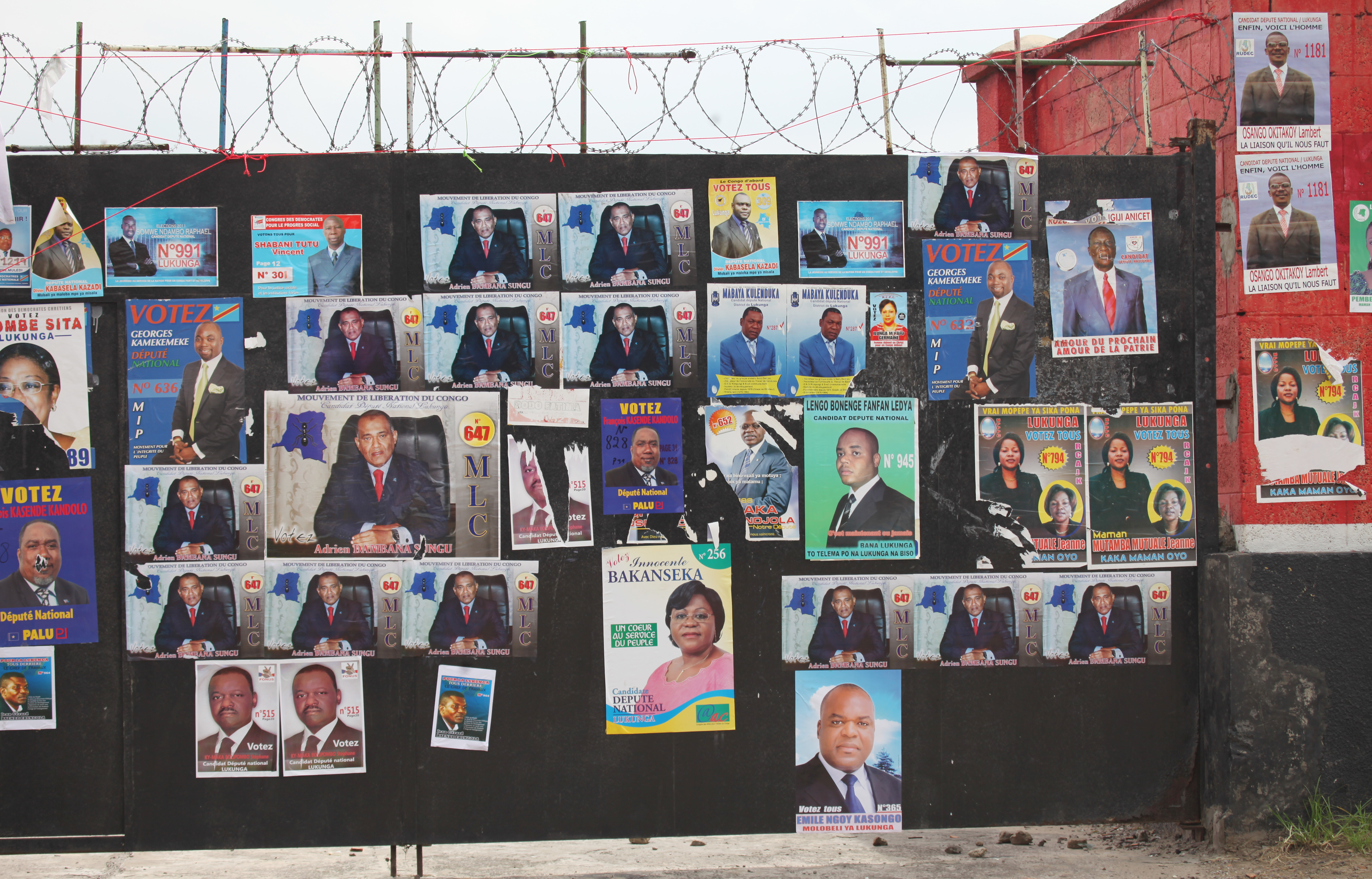
Plakaty wyborcze m.in. Adriena Dambany Sungu, kandydata MLC w Kinszasie, podczas kampanii wyborczej w 2011 r.

### Wybory powszechne w 2011 roku
W wyborach powszechnych, które odbyły się 27/28 listopada 2011 roku MLC zdobył 21 mandatów w izbie niższej, zajmując piąte miejsce co do ilości mandatów w Zgromadzeniu Narodowym. Partia nie wystawiła swojego kandydata na prezydenta.

### Wybory powszechne w 2018 roku
W wyborach prezydenckich w 2018 roku MLC ponownie nie wystawił żadnego kandydata, gdyż 25 sierpnia Bemba został wykluczony z kandydowania przez Niezależną Narodową Komisję Wyborczą (CENI), pod pretekstem trwającego wówczas procesu Międzynarodowego Trybunału Karnego w sprawie zarzutów manipulacji świadkami.
MLC po dyskwalifikacji Bemby, poparł Martina Fayulu, który uplasował się na drugim miejscu, zdobywając 34,83% głosów.
Po dyskwalifikacji Bemby, 12 listopada partia dołączyła do Sojuszu Lamuka. MLC, wraz z resztą sojuszu, uzyskał 111 miejsc w Zgromadzeniu Narodowym, czyniąc blok drugim co do wielkości pod względem mandatów.

### Wybory do Senatu w 2019 roku
W wyborach do Senatu, które odbyły się 14 marca 2019 roku Sojusz Lamuka uzyskał 6 miejsc.

## Problemy prawne Bemby
W 2008 roku, Jean Pierre-Bemba został aresztowany i następnie oskarżony przez Międzynarodowy Trybunał Karny (ICC) za trzy przypadki zbrodni przeciwko ludzkości i pięć przypadków zbrodni wojennych, popełnionych podczas walk w Republice Środkowoafrykańskiej w latach 2002–2003. 8 czerwca 2018 został w pełni uniewinniony przez sąd apelacyjny MTK (ICC).